# Le Maitron
Pour les articles homonymes, voir Maitron.
Le Maitron est le nom d'usage d'un ensemble de dictionnaires biographiques du mouvement ouvrier dirigés par l'historien Jean Maitron jusqu'à sa mort en 1987, puis par son successeur, Claude Pennetier.
Selon Pennetier, le dictionnaire est « composé à la fois de biographies importantes, scientifiquement établies, et de notes plus courtes qui gardent la mémoire d'un nom ».

## Présentation
On peut diviser le Maitron en grandes parties :
- le Dictionnaire biographique du mouvement ouvrier français (DBMOF) : ensemble de 43 volumes publiés de 1964 à 1993 auquel s'ajoute un volume de compléments (le tome 44) publié en 1997 ainsi qu'un cédérom reprenant et enrichissant les 44 volumes (soit 110 000 biographies), sorti en 1997 ;
- le Dictionnaire biographique du mouvement ouvrier international (DBMOI) : extension internationale du Maitron comptant à ce jour 9 volumes (le dernier en date, publié en janvier 2007, consacré à l'Algérie) ;
- les Dictionnaires biographiques thématiques du mouvement ouvrier français : deux volumes ont déjà été publiés, le premier sur les gaziers-électriciens en 1993, le second sur les cheminots en 2003 ;
- le Dictionnaire biographique, mouvement ouvrier, mouvement social (DBMOMS) : prolongement du DBMOF pour la période 1940-1968. L'ensemble compte 12 volumes (accompagnés chacun d'un cédérom reprenant et complétant substantiellement le support papier). En novembre 2016, l'édition des 12 volumes de l'édition « papier » de ce dictionnaire est achevée.

Le site web Le Maitron en ligne (MEL), qui compte, pour la période 1789-1968, plus de 186 000 notices, est libre et gratuit.
- Entamé en 2006, Les Anarchistes, Dictionnaire biographique du mouvement libertaire francophone est publié en 2014.
- Les Fusillés (1940-1944) : s'appuyant sur les Dictionnaires biographiques précédents, le Dictionnaire biographique des fusillés et exécutés par condamnation et comme otage ou guillotinés en France pendant l'Occupation élargit le champ des dictionnaires au-delà du Mouvement ouvrier. Paru en mai 2015, au moment du 70e anniversaire de la défaite du nazisme, il ouvre un nouveau chantier de recherches sur les exécutés sommaires dont le recensement en cours, publié sur le site Maitron-en-ligne, fait appel à la contribution de tous les chercheurs et lecteurs intéressés.
- En 2021 pour les 150 ans, les Éditions de l'Atelier[4] publient Commune de Paris 1871 : les acteurs, l'évènement, les lieux sous la coordination de Michel Cordillot[5].

## Association des amis du Maitron
Fondée en 1982, l'Association des amis du Maitron est une association loi de 1901 se donnant pour but de valoriser le Maitron, nom désignant communément l'œuvre initiée par l'historien Jean Maitron. Après avoir été longtemps présidée par l'historienne Madeleine Rebérioux, puis par l'historien Antoine Prost (2005-2012), elle est présidée par l'historien Jean-Louis Robert et Claude Pennetier depuis 2012. En février 2023, Jean-Louis Robert démissionne de la coprésidence de l'association.

### Vidéographie
- Michèle Rollin, Maitron, mémoire de l’histoire ouvrière (Hibou Production, CNRS, Far Center Film, Vosges Télévision), 2021